# Муостах
Муостах (в переводе с якутского языка: рогатый) — небольшой остров в юго-восточной части моря Лаптевых. Расположен в 45 км на восток от бухты Тикси. Остров длиной 7 км и шириной 500 м представлен массивным ледовым телом толщиной 25 м в сочетании с байджарахами диаметром до 4-5 м. Толщина почвенного слоя составляет 80 см.
В XX веке остров стал постоянной базой для полярных исследователей. В 30-х годах на острове была построена полярная станция. В 1950-60 гг. на острове работала экспедиция Института мерзлотоведения Сибирского отделения АН СССР, изучающая полярный шельф Арктики. В сентябре 2006 года на острове проводили исследования учёные Тихоокеанского океанологического института.